# Kita (football)
Pour les articles homonymes, voir Kita (homonymie).
João Leithardt Neto, surnommé Kita, est un footballeur brésilien né le 6 janvier 1958 à Passo Fundo et mort le 3 octobre 2015 dans la même ville. Il évoluait au poste d'attaquant.

## Biographie
Lors des Jeux olympiques d'été de 1984, il remporte la médaille d'argent avec la sélection brésilienne.
En club, il remporte le championnat du Rio Grande do Sul en 1984 puis le championnat de São Paulo en 1986, et enfin la Coupe du Brésil en 1989.
Il termine meilleur buteur du championnat du Rio Grande do Sul en 1983 puis meilleur buteur du championnat de São Paulo en 1986.

## Palmarès
- Vainqueur du Campeonato Gaúcho en 1984 avec le SC Internacional
- Vainqueur du Campeonato Paulista en 1986 avec l'Inter de Limeira
- Vainqueur de la Coupe du Brésil en 1989 avec Grêmio
- Médaille d'argent aux Jeux olympiques de 1984 avec l'équipe du Brésil.

## Distinctions personnelles
- Meilleur buteur du Campeonato Gaúcho en 1983 avec 15 buts
- Meilleur buteur du Campeonato Paulista en 1986 avec 23 buts.